# Sainte-Suzanne, Ariège
 Sainte-Suzanne  là một xã ở tỉnh Ariège, thuộc vùng Occitanie ở phía tây nam nước Pháp.